# Hyperoche picta
Hyperoche picta is een vlokreeftensoort uit de familie van de Hyperiidae. De wetenschappelijke naam van de soort is voor het eerst geldig gepubliceerd in 1889 door Carl Erik Alexander Bovallius.